# Osso Huna
Osso Huna (Osso-Huna, Ossouna, Osshuna, Ossu-Huna) ist ein osttimoresischer Suco im Verwaltungsamt Baguia (Gemeinde Baucau).

## Geographie

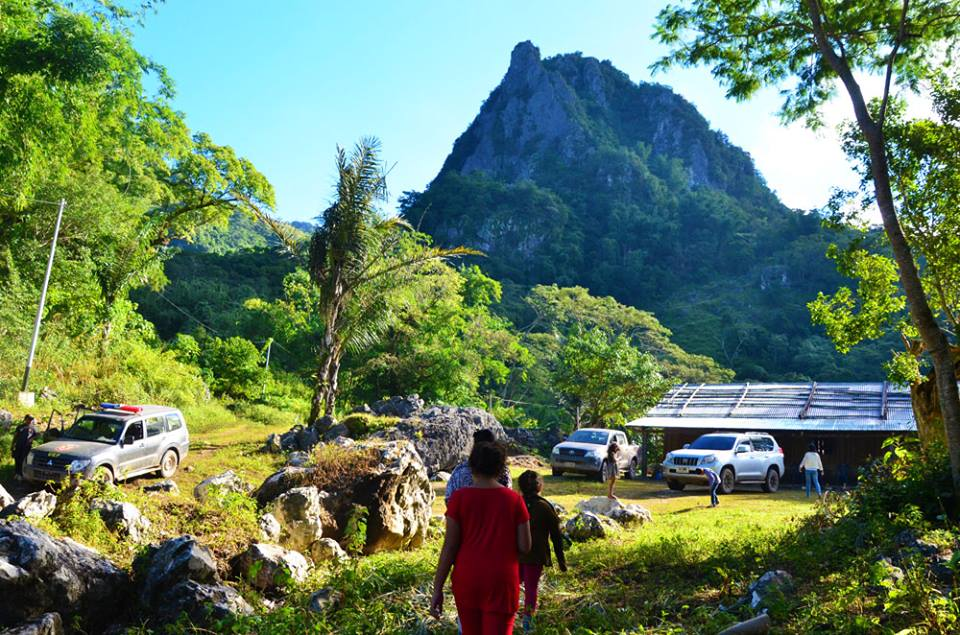
Der Berg Kaiwalita

Vor der Gebietsreform 2015 hatte Osso Huna eine Fläche von 8,05 km². Nun sind es 7,52 km². Der Suco liegt im Südwesten des Verwaltungsamts Baguia. Nördlich liegt der Suco Hae Coni und südlich der Suco Afaloicai. Im Westen grenzt Osso Huna an das Verwaltungsamt Quelicai mit seinen Sucos Laisorolai de Cima und Uaitame und im Osten an das Verwaltungsamt Uatucarbau (Gemeinde Viqueque) mit seinem Suco Afaloicai.
Die Orte Osso Huna liegen im Süden des Sucos. Der östliche Ort liegt an der Überlandstraße, die den Ort Baguia mit dem Suco Afaloicai verbindet und entlang der westlichen Grenze des Sucos verläuft. Er liegt auf einer Meereshöhe von 726 m. Hier befindet sich die Grundschule des Sucos, die Escola Primaria Osso Huna. Der westliche Ort liegt nah dem Matebian (2316 m), dem höchsten Berg der Gemeinde. Das Dorf liegt auf einer Meereshöhe von 917 m. Von dort braucht man eine halbe Stunde zu Fuß zum Dorf Oeiburu, von wo aus der Aufstieg beginnt.
Im Suco befinden sich die drei Aldeias Betulari, Uaibuita’i (Uaibutai, Waibitai) und Uaicadae.

## Einwohner
In Osso Huna leben 549 Einwohner (2022), davon sind 285 Männer und 264 Frauen. Im Suco gibt es 104 Haushalte. Etwa 55 % der Einwohner geben Naueti als ihre Muttersprache an. Über 40 % sprechen Makasae, kleine Minderheiten Waimaha und Tetum Prasa.

## Geschichte

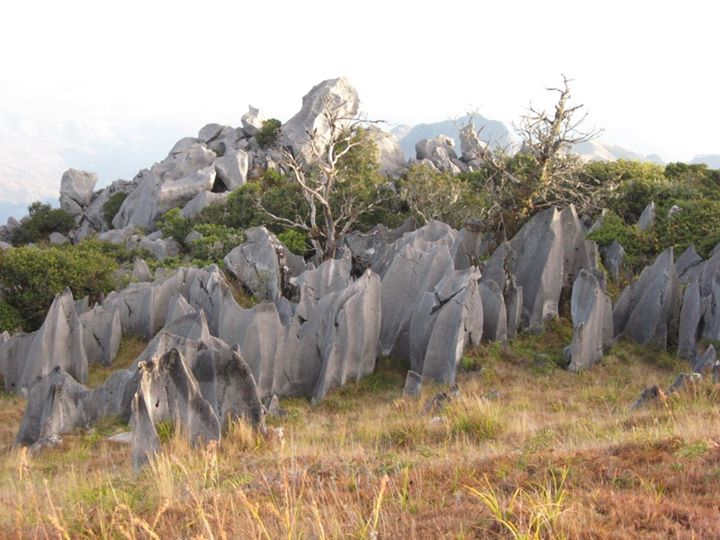
Am Gipfel des Matebian

Der Matebian und seine Umgebung waren das letzte große Widerstandszentrum der FALINTIL (base de apoio). Ab 1977 wurden evakuierte Zivilisten in neuen Dörfern um den Matebian nach ihrer Herkunft angesiedelt. Sie kamen aus Tequinaumata, Samalari, Bole Ha (Suco Soba), Guruça, Afaçá und Namanei (Gemeinde Baucau) und Benamauc, Camea und Fatuahi. Der politische Kommissar Abel Larisina und sein Adjutant Xanana Gusmão konnten zunächst die Versorgung der Bevölkerung mit Lebensmitteln organisieren. Mitte 1977 verschlechterte sich die Situation, als Flüchtlinge vom Builo am Matebian eintrafen. Es gab Opfer durch Hunger und Krankheit. Nahrungsmittel wurden der Bevölkerung zugunsten der FALINTIL-Kämpfer vorenthalten. Im Oktober 1978 begannen die Angriffe auf die Basis. Die Widerstandskämpfer und Zivilisten wurden zwei Wochen lang aus der Luft bombardiert. Auch von See aus erfolgte der Beschuss, während die Armee langsam vorrückte. Täglich kamen 20 bis 30 Menschen ums Leben. Am 22. November wurden die FALINTIL von den indonesischen Invasoren überrannt. Die Gefangenen wurden in ein Transit camp interniert und nach FALINTIL-Kämpfern und Zivilisten getrennt. Viele verschwanden spurlos, die anderen wurden später auf größere Camps wie in Quelicai verlegt. Noch heute kann man am Berg Höhlen besichtigen, die den Widerstandskämpfern als Unterschlupf dienten.
Nach dem Fall des Matebian kamen Tausende Menschen in den Ort Baguia. Ihnen wurde verboten sich weiter vom Ort zu entfernen, sie wurden streng bewacht. Cholera, Durchfall und Tuberkulose brachen aus. Allein von den Menschen, die aus Osso Huna stammten, starben 280 Personen.

## Politik
Bei den Wahlen von 2004/2005 wurde Jacinto Soares zum Chefe de Suco gewählt. Bei den Wahlen 2009 gewann António Aparicio Guterres, 2016 Jacinto Guterres. und 2023 Paulo dos Piedade.
2023 wurden zum Chefe de Aldeias gewählt: José da Silva Pereira (Betulari), Domingos António da Costa (Uaibuita’i) und Apolinario da C. Freitas (Uaicadae).

## Persönlichkeiten
- Regina Freitas (* 1960), Politikerin

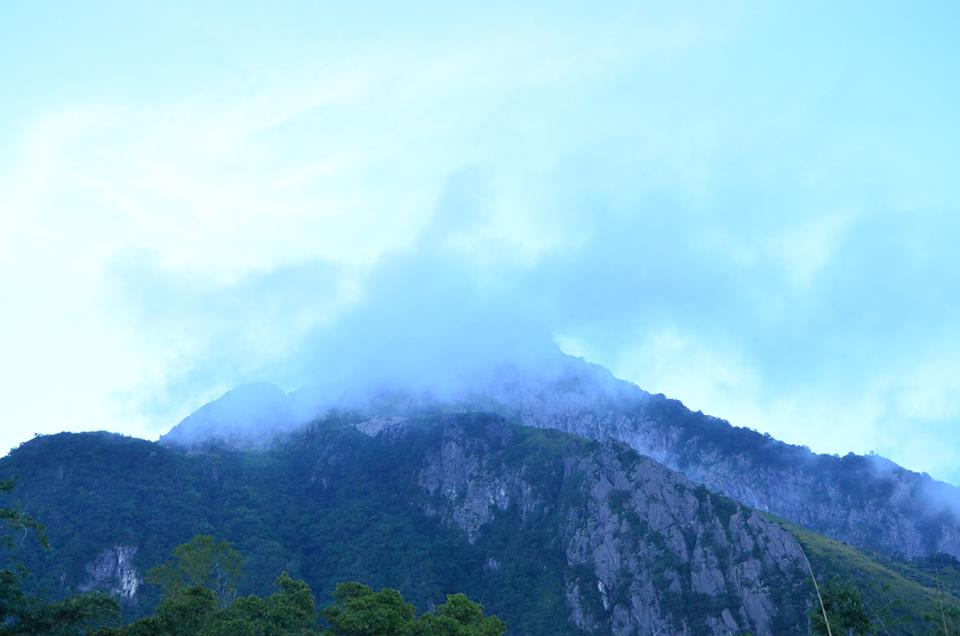
Der Kaiwalita in der Regenzeit

- Taur Matan Ruak (* 1956), ehemaliger Staatspräsident und Kommandeur der Verteidigungskräfte Osttimors
- Francisco de Vasconcelos (* 1975), Politiker